# Penn Zero: Erou Part-Time
Penn Zero este un desen animat produs de Disney pentru Disney XD. Seria a debutat pe 5 decembrie 2014, ca o previzualizare,urmată de premiera oficială pe data de 13 februarie 2015. Desenul animat are doar 2 sezoane. 
În România sezonul 1 a început pe 14 ianuarie 2017, iar al 2-lea pe 14 octombrie 2017. 

## Descriere
Serialul urmărește aventurile lui Penn Zero și a prietenilor lui Sashi, un ajutorpart-time supra-calificat, și Boone, istețul part-time sub-calificat al grupului, pe măsură ce călătoresc în alte dimensiuni pentru a prelua rolul de eroi în timp de nevoie. Fiecare misiune poartă echipa în lumi epice imprevizibile unde cei trei trebuie să se lupte cu Rippen, răufăcătorul part-time și minionul său, Larry.

## Personajele

### Personaje principale
- Penn Zero este protagonistul principal, un erou.
- Boone Wiseman : Penn este prietenul lui, și un om înțelept.
- Sashi Kobayashi : Partenera și prietenul lui Penn . Sashi este singura fata din echipa lui Penn, dar în ciuda acestui fapt, ea este destul de băiețoasă și agresivă, cu o atitudine violentă.
- Phyllis : Un morocănos, de multe ori iritabil, Slav, femeia care susține Multi Univers Transprojector (MUT) utilizate de către Penn și echipa sa pentru a călători în alte lumi și lupta împotriva răului.

### Ticăloși
- Rippen : inamicul principal. Rippen îi urăște pe Penn și prietenii lui și este pe deplin conștient de cine sunt ei cu adevărat. Rippen are părul negru. Atunci când nu este un personaj negativ, Rippen este profesor de artă la Liceul Penn.
- Directorul Larry
- Phil : Rippen și Larry sunt asistenți care operează portalul lor.

### Familia eroilor
- Toni Zero :  Mama lui Penn ,ea își iubește fiul ei scump, și înțelege că îi este dor de ei.
- Brock Zero Tatăl lui Penn, un erou care, din cauza lui Rippen, este prins în "Cea mai pericoloasă lume" cu soția lui ,Toni. Brock este un luptător neînfricat și un tată iubitor.
- Mătușa Rose : este mătușa lui Penn care stă cu el când părinții lui sunt plecați.
- Unchiul Chuck : este unchiul lui Penn, un om chel .
- Domnul Sylvester și D-na Tia Kobayashi : sunt părinții lui Sashi, care, spre deosebire de Boone și Penn părinții ei nu au fost niciodată part-time eroi.

### Personaje secundare
- Sheriff Scaley și Amber Briggs  un tată și o fiica din orașul Big Butte.
- Căpitanul Super Căpitan și Profesorul Profesor Rău : frați gemeni dintr-o lume în care toată lumea are superputeri.. Căpitanul Super Căpitanul este un erou și electrician care are superputeri, precum: zborul, super-putere, energie și manipulare. În timp ce Profesorul Profesor Răul este un mizerabil cyborg.
- Blaze
- Nug
- Shirley B. Awesome

## Episoade
| Sezoane | Episoade | Premiera originală | Premiera originală | Premiera în România | Premiera în România |
| Sezoane | Episoade | Început            | Sfârșit            | Început             | Sfârșit             |
| ------- | -------- | ------------------ | ------------------ | ------------------- | ------------------- |
| 1       | 21       | 4 decembrie 2014   | 1 octombrie 2015   | 14 ianuarie 2017    | 19 martie 2017      |
| 2       | 14       | 10 iulie 2017      | 28 iulie 2017      | 14 octombrie 2017   | 13 ianuarie 2018    |

## Premiere internaționale
| Țara           | Canal                    | Data premierii                                                  | Data premierii     | Titlul                           |
| Țara           | Canal                    | Sezonul 1                                                       | Sezonul 2          |                                  |
| -------------- | ------------------------ | --------------------------------------------------------------- | ------------------ | -------------------------------- |
| SUA            | Disney XD                | 13 februarie 2015                                               | 10 iulie 2017      | Penn Zero : Part-Time Hero       |
| UK & Irlanda   | Disney XD                | 14 mai 2015                                                     | TBA                | Penn Zero : Part-Time Hero       |
| Australia      | Disney XD                | 1 iunie 2015                                                    | TBA                | Penn Zero : Part-Time Hero       |
| Germania       | Disney XD                | 26 iunie 2015                                                   | TBA                | Penn Zero – Teilzeitheld         |
| Israel         | Disney Channel           | 1 iulie 2015                                                    | TBA                | פן זירו - גיבור במשרה חלקית      |
| America Latină | Disney XD Disney Channel | 11 iulie 2015 (Disney XD) 3 octombrie 2016 (Disney Channel)     | 23 octombrie 2017  | Penn Zero : Part-Time Hero       |
| Polonia        | Disney XD                | 7 septembrie 2015 (Disney XD) 2 octombrie 2016 (Disney Channel) | TBA                | Penn Zero – bohater na pół etatu |
| Turcia         | Disney XD Disney Channel | 7 septembrie 2015 (Disney XD) 2 octombrie 2016 (Disney Channel) | TBA                | Penn Zero : Part-Time Hero       |
| Franța         | Disney XD                | 14 septembrie 2015                                              | TBA                | Penn Zero : Héros à mi-temps     |
| Spania         | Disney XD                | 19 septembrie 2015                                              | TBA                | Penn Zero: Héroe Aventurero      |
| Italia         | Disney XD                | 30 noiembrie 2015                                               | TBA                | Penn Zero: Eroe Part-Time        |
| Ungaria        | Disney Channel           | 14 martie 2016                                                  | 16 septembrie 2017 | Penn Zero, a félállású hős       |
| Bulgaria       | Disney Channel           | 14 ianuarie 2017                                                | TBA                | Пен Зироу: Почасов герой         |
| România        | Disney Channel           | 14 ianuarie 2017                                                | 14 octombrie 2017  | Penn Zero: Erou Part-Time        |